# Laura Vila Kremer
Laura Vila Kremer   (Barcelona, 1985) és una professional de les arts escèniques i activista catalana que forma part del col·lectiu artístic «Que no salga de aquí», un grup de conscienciació que busca la despatologització mèdica de les persones intersex i el reconeixement d'aquesta part de la població a través de la dramatúrgia, les arts escèniques i la història de l'art. També forma part del col·lectiu «i de intersex», amb Mer Gómez.

## Trajectòria
Llicenciada en Comunicació audiovisual per la Universitat Autònoma de Barcelona, Vila decidí posteriorment dedicar-se al món de la dramaturgia i estudià també el grau d'arts dramàtiques. Ha participat en nombroses obres de teatre dins i fora de Catalunya, a Madrid, entre d'altres. Podem destacar «17 simpàtiques maneres d'acabar amb el capitalisme», de la companyia Casa Real, a Barcelona, i també ha viatjat al teatre Sala Cuarta pared de Madrid, «Voluptas, trenquem estereotips», «L’amansi(pa)ment de les fúries» al teatre Villarroel, «Se receta silencio», curt documental dirigit per Miquel Missé (2021) premi del jurat al millor curt DDHH al Festival Internacional de Cinema i Diversitat Sexual (2022) o també «Cabaret Trans».

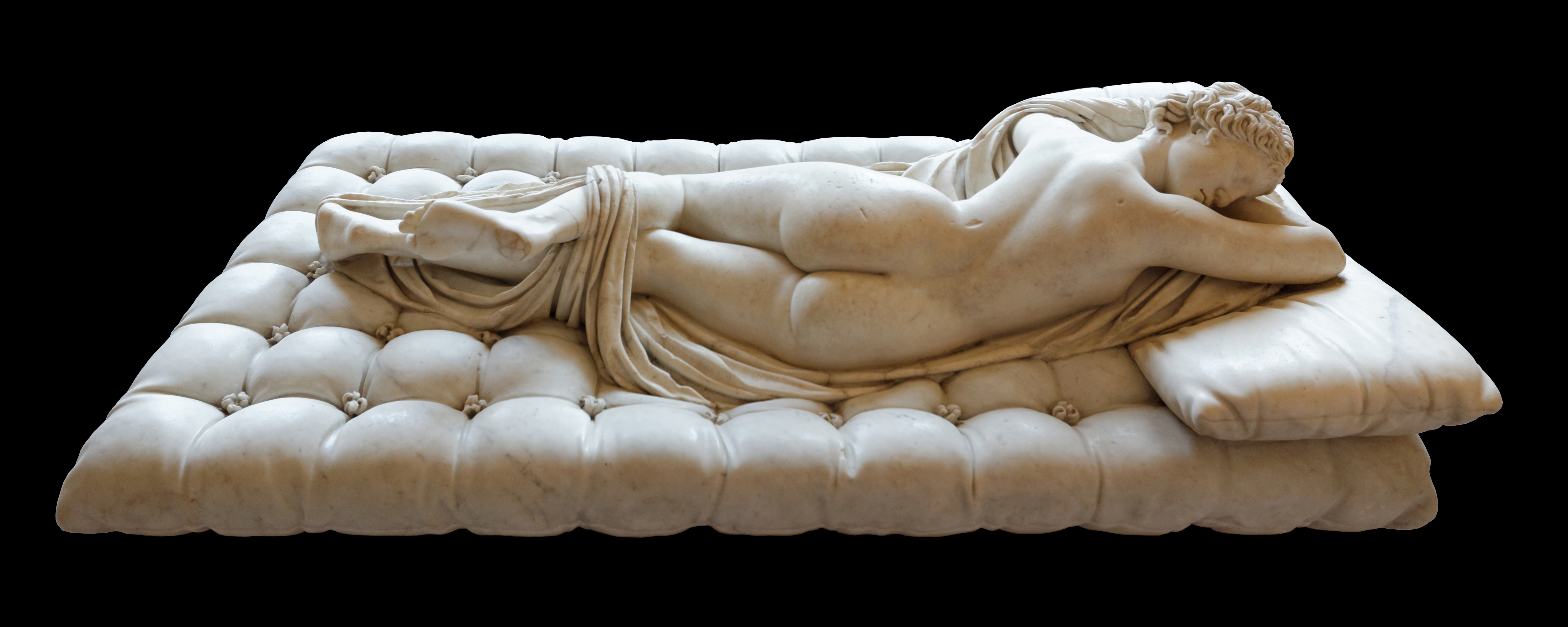
L'Hermafrodit dorment (1620, Gian Lorenzo Bernini) és una imatge recurrent en l'obra dHermafrodites a cavall o la rebel·lió del desig

### Hermafrodites a cavall o la rebel·lió del desig
«Hermafrodites a cavall o la rebel·lió del desig» és una obra d'autoficció narrada en primera persona. Es gestà el 2019 com una petita peça dins del projecte Cabaret Trans liderat per Miquel Missé, i arran del premi Noves Tendències als XXIV Premis de la Crítica de les Arts Escèniques va convertir-se en un gran èxit de públic i de crítica. Una peça íntima que, des de la seva vivència personal, acompanyada per d'altres testimonis, Vila ens apropa a la problemàtica que viuen les persones intersexuals, tractades com a malaltes, mutilades, amb una manca de referents ni tampoc lleis que les protegeixin i acompanyin. Aquesta ha estat probablement l'obra del col·lectiu que més cobertura mediàtica ha rebut. Durant la temporada 2021-2022 ha estat portada a Pamplona, al Festival de teatre de Tàrrega (actualment conegut com FiraTàrrega), al Teatre Tantarantana de Barcelona, en el marc del Festival Grec, o a l'Ateneu Popular de Nou Barris. Així mateix, ha guanyat el premi de la Crítica 2022 i una residència artística al teatre Tantarantana (2022), espai on ja s'ha representat en quatre ocasions diferents. Aquesta proposta reivindicativa, però també festiva i plena d'humor segueix la seva gira per teatres de tota la geografia catalana des de la seva estrena.